# Liste der Nummer-eins-Hits in Dänemark (2008)
Dies ist eine Liste der Nummer-eins-Hits in Dänemark im Jahr 2008. Sie basiert auf den offiziellen Album Top-40 und Track Top-40, die im Auftrag von IFPI Danmark erstellt werden. Es gab in diesem Jahr 13 Nummer-eins-Singles und 22 Nummer-eins-Alben.

## Singles
| ← 2007 ← | Liste der Nummer-eins-Hits in Dänemark | Liste der Nummer-eins-Hits in Dänemark      | Liste der Nummer-eins-Hits in Dänemark                                                                 | 2009 →                    |
| \| Zeitraum \| Wo. ges. \| Interpret \| Titel Autor(en) \| Zusätzliche Informationen \| \| (Zeitraum, Wochen auf Platz eins, Interpret, Titel, Autor[en], zusätzliche Informationen) \| \| \| \| \| \| ----------------------------------------------------------------------------------------- \| -------- \| ------------------------------------------- \| ------------------------------------------------------------------------------------------------------ \| ------------------------- \| \| 14. Dezember 2007 – 3. Januar 2008 3 Wochen \| 3 \| Alex feat. Nik & Jay \| Hvad nu hvis Jon Andersson Ørom, Johannes Jules Wolfson, Niclas Petersen, Jannik Thomsen \| – \| \| 4. Januar 2008 – 27. März 2008 12 Wochen \| 12 \| Lizzie \| Ramt i natten Ann Elisabeth Berg, Jonas Kur, Thor Nørgaard, Rasmus Berg, Mads Møller, Nicholas Kvaran \| – \| \| 28. März 2008 – 3. April 2008 1 Woche (insgesamt 4) \| 4 \| Madonna feat. Justin Timberlake & Timbaland \| 4 Minutes Timothy Z. Mosley, Madonna Louise Veronica Ciccone, Justin Timberlake, Floyd Nathaniel Hills \| – \| \| 4. April 2008 – 1. Mai 2008 4 Wochen \| 4 \| Martin \| The 1 Niels Brink \| – \| \| 2. Mai 2008 – 22. Mai 2008 3 Wochen (insgesamt 4) \| 4 \| Madonna feat. Justin Timberlake & Timbaland \| 4 Minutes Timothy Z. Mosley, Madonna Louise Veronica Ciccone, Justin Timberlake, Floyd Nathaniel Hills \| – \| \| 23. Mai 2008 – 19. Juni 2008 4 Wochen \| 4 \| Martin \| Show the World Mikkel Johan Imer Sigvardt, Thomas Troelsen, Lucas Secon \| – \| \| 20. Juni 2008 – 26. Juni 2008 1 Woche \| 1 \| Rihanna \| Take a Bow Tor Erik Hermansen, Mikkel Storleer Eriksen, Shaffer Smith \| – \| \| 27. Juni 2008 – 21. August 2008 8 Wochen \| 8 \| Sys Bjerre \| Malene Musik: Casper Lindstad, Sys Engstrøm Bjerre; Text: Sys Engstrøm Bjerre \| – \| \| 22. August 2008 – 9. Oktober 2008 7 Wochen \| 7 \| Katy Perry \| I Kissed a Girl Max Martin, Lukasz Gottwald, Katy Perry, Cathy Dennis \| – \| \| 10. Oktober 2008 – 6. November 2008 4 Wochen \| 4 \| Nik & Jay \| Kommer igen Jon Andersson Ørom, Johannes Jules Wolfson, Niclas Petersen, Jannik Thomsen \| – \| \| 7. November 2008 – 13. November 2008 1 Woche \| 1 \| Britney Spears \| Womanizer Nikeshia Michelle Briscoe, Raphael Akinyemi \| – \| \| 14. November 2008 – 27. November 2008 2 Wochen (insgesamt 6) \| 6 \| Katy Perry \| Hot n Cold Katy Perry, Lukasz Gottwald, Max Martin \| – \| \| 28. November 2008 – 4. Dezember 2008 1 Woche \| 1 \| Beyoncé \| If I Were a Boy Tobias Gad, Brittany Jean Carlson \| – \| \| 5. Dezember 2008 – 18. Dezember 2008 2 Wochen (insgesamt 6) \| 6 \| Katy Perry \| Hot n Cold Katy Perry, Lukasz Gottwald, Max Martin \| – \| \| 19. Dezember 2008 – 1. Januar 2009 2 Wochen (insgesamt 4) \| 4 \| Guru Josh Project \| Infinity 2008 Paul Dudley Walden \| – \| |                                        |                                             | |                           |
| ← 2007 |                                        |                                             | | → 2009 →                  |
| Zeitraum | Wo. ges.                               | Interpret                                   | Titel Autor(en)                                                                                        | Zusätzliche Informationen |
| (Zeitraum, Wochen auf Platz eins, Interpret, Titel, Autor[en], zusätzliche Informationen) |                                        |                                             | |                           |
| 14. Dezember 2007 – 3. Januar 2008 3 Wochen | 3                                      | Alex feat. Nik & Jay                        | Hvad nu hvis Jon Andersson Ørom, Johannes Jules Wolfson, Niclas Petersen, Jannik Thomsen               | –                         |
| 4. Januar 2008 – 27. März 2008 12 Wochen | 12                                     | Lizzie                                      | Ramt i natten Ann Elisabeth Berg, Jonas Kur, Thor Nørgaard, Rasmus Berg, Mads Møller, Nicholas Kvaran  | –                         |
| 28. März 2008 – 3. April 2008 1 Woche (insgesamt 4) | 4                                      | Madonna feat. Justin Timberlake & Timbaland | 4 Minutes Timothy Z. Mosley, Madonna Louise Veronica Ciccone, Justin Timberlake, Floyd Nathaniel Hills | –                         |
| 4. April 2008 – 1. Mai 2008 4 Wochen | 4                                      | Martin                                      | The 1 Niels Brink                                                                                      | –                         |
| 2. Mai 2008 – 22. Mai 2008 3 Wochen (insgesamt 4) | 4                                      | Madonna feat. Justin Timberlake & Timbaland | 4 Minutes Timothy Z. Mosley, Madonna Louise Veronica Ciccone, Justin Timberlake, Floyd Nathaniel Hills | –                         |
| 23. Mai 2008 – 19. Juni 2008 4 Wochen | 4                                      | Martin                                      | Show the World Mikkel Johan Imer Sigvardt, Thomas Troelsen, Lucas Secon                                | –                         |
| 20. Juni 2008 – 26. Juni 2008 1 Woche | 1                                      | Rihanna                                     | Take a Bow Tor Erik Hermansen, Mikkel Storleer Eriksen, Shaffer Smith                                  | –                         |
| 27. Juni 2008 – 21. August 2008 8 Wochen | 8                                      | Sys Bjerre                                  | Malene Musik: Casper Lindstad, Sys Engstrøm Bjerre; Text: Sys Engstrøm Bjerre                          | –                         |
| 22. August 2008 – 9. Oktober 2008 7 Wochen | 7                                      | Katy Perry                                  | I Kissed a Girl Max Martin, Lukasz Gottwald, Katy Perry, Cathy Dennis                                  | –                         |
| 10. Oktober 2008 – 6. November 2008 4 Wochen | 4                                      | Nik & Jay                                   | Kommer igen Jon Andersson Ørom, Johannes Jules Wolfson, Niclas Petersen, Jannik Thomsen                | –                         |
| 7. November 2008 – 13. November 2008 1 Woche | 1                                      | Britney Spears                              | Womanizer Nikeshia Michelle Briscoe, Raphael Akinyemi                                                  | –                         |
| 14. November 2008 – 27. November 2008 2 Wochen (insgesamt 6) | 6                                      | Katy Perry                                  | Hot n Cold Katy Perry, Lukasz Gottwald, Max Martin                                                     | –                         |
| 28. November 2008 – 4. Dezember 2008 1 Woche | 1                                      | Beyoncé                                     | If I Were a Boy Tobias Gad, Brittany Jean Carlson                                                      | –                         |
| 5. Dezember 2008 – 18. Dezember 2008 2 Wochen (insgesamt 6) | 6                                      | Katy Perry                                  | Hot n Cold Katy Perry, Lukasz Gottwald, Max Martin                                                     | –                         |
| 19. Dezember 2008 – 1. Januar 2009 2 Wochen (insgesamt 4) | 4                                      | Guru Josh Project                           | Infinity 2008 Paul Dudley Walden                                                                       | –                         |

## Alben
| ← 2007 ← | Liste der Nummer-eins-Hits in Dänemark | Liste der Nummer-eins-Hits in Dänemark | Liste der Nummer-eins-Hits in Dänemark                      | 2009 →                    |
| \| Zeitraum \| Wo. ges. \| Interpret \| Titel \| Zusätzliche Informationen \| \| (Zeitraum, Wochen auf Platz eins, Interpret, Titel, zusätzliche Informationen) \| \| \| \| \| \| ------------------------------------------------------------------------------ \| -------- \| ---------------------------- \| ----------------------------------------------------------- \| ------------------------- \| \| 7. Dezember 2007 – 10. Januar 2008 5 Wochen (insgesamt 8) \| 8 \| Kim Larsen & Kjukken \| En lille pose støj \| – \| \| 11. Januar 2008 – 31. Januar 2008 3 Wochen \| 3 \| Natasja \| I Danmark er jeg født \| – \| \| 1. Februar 2008 – 7. Februar 2008 1 Woche \| 1 \| Spleen United \| Neanderthal \| – \| \| 8. Februar 2008 – 21. Februar 2008 2 Wochen \| 2 \| Kandis \| Kandis 12 \| – \| \| 22. Februar 2008 – 13. März 2008 3 Wochen \| 3 \| Lars Lilholt Band \| Smukkere med tiden \| – \| \| 14. März 2008 – 27. März 2008 2 Wochen \| 2 \| Danser med Drenge \| Sådan er det bare \| – \| \| 28. März 2008 – 10. April 2008 2 Wochen (insgesamt 3) \| 3 \| L.O.C. \| Melankolia / XxxCouture \| – \| \| 11. April 2008 – 17. April 2008 1 Woche \| 1 \| R.E.M. \| Accelerate \| – \| \| 18. April 2008 – 24. April 2008 1 Woche (insgesamt 3) \| 3 \| L.O.C. \| Melankolia / XxxCouture \| – \| \| 25. April 2008 – 8. Mai 2008 2 Wochen \| 2 \| Amy Macdonald \| This Is the Life \| – \| \| 9. Mai 2008 – 5. Juni 2008 4 Wochen \| 4 \| Madonna \| Hard Candy \| – \| \| 6. Juni 2008 – 26. Juni 2008 3 Wochen \| 3 \| Martin \| Show the World \| – \| \| 27. Juni 2008 – 10. Juli 2008 2 Wochen \| 2 \| Coldplay \| Viva la Vida or Death and All His Friends \| – \| \| 11. Juli 2008 – 31. Juli 2008 3 Wochen \| 3 \| Creedence Clearwater Revival \| Best Of \| – \| \| 1. August 2008 – 11. September 2008 6 Wochen \| 6 \| Cast Of Mamma Mia! \| Mamma Mia! The Movie Soundtrack Featuring the Songs of ABBA \| – \| \| 12. September 2008 – 18. September 2008 1 Woche \| 1 \| Volbeat \| Guitar Gangsters & Cadillac Blood \| – \| \| 19. September 2008 – 2. Oktober 2008 2 Wochen \| 2 \| Metallica \| Death Magnetic \| – \| \| 3. Oktober 2008 – 23. Oktober 2008 3 Wochen \| 3 \| (Verschiedene Interpreten) \| M:G:P 2008: Det er bare noget, vi leger! \| – \| \| 24. Oktober 2008 – 30. Oktober 2008 1 Woche \| 1 \| Kim Larsen \| Glemmebogen for børn \| – \| \| 31. Oktober 2008 – 20. November 2008 3 Wochen \| 3 \| AC/DC \| Black Ice \| – \| \| 21. November 2008 – 27. November 2008 1 Woche \| 1 \| D-A-D \| Monster Philosophy \| – \| \| 28. November 2008 – 18. Dezember 2008 3 Wochen (insgesamt 5) \| 5 \| Nik & Jay \| De største \| – \| \| 19. Dezember 2008 – 1. Januar 2009 2 Wochen \| 2 \| Sys Bjerre \| Gør det selv \| – \| |                                        |                                        |                                                             |                           |
| ← 2007 |                                        |                                        |                                                             | → 2009 →                  |
| Zeitraum | Wo. ges.                               | Interpret                              | Titel                                                       | Zusätzliche Informationen |
| (Zeitraum, Wochen auf Platz eins, Interpret, Titel, zusätzliche Informationen) |                                        |                                        |                                                             |                           |
| 7. Dezember 2007 – 10. Januar 2008 5 Wochen (insgesamt 8) | 8                                      | Kim Larsen & Kjukken                   | En lille pose støj                                          | –                         |
| 11. Januar 2008 – 31. Januar 2008 3 Wochen | 3                                      | Natasja                                | I Danmark er jeg født                                       | –                         |
| 1. Februar 2008 – 7. Februar 2008 1 Woche | 1                                      | Spleen United                          | Neanderthal                                                 | –                         |
| 8. Februar 2008 – 21. Februar 2008 2 Wochen | 2                                      | Kandis                                 | Kandis 12                                                   | –                         |
| 22. Februar 2008 – 13. März 2008 3 Wochen | 3                                      | Lars Lilholt Band                      | Smukkere med tiden                                          | –                         |
| 14. März 2008 – 27. März 2008 2 Wochen | 2                                      | Danser med Drenge                      | Sådan er det bare                                           | –                         |
| 28. März 2008 – 10. April 2008 2 Wochen (insgesamt 3) | 3                                      | L.O.C.                                 | Melankolia / XxxCouture                                     | –                         |
| 11. April 2008 – 17. April 2008 1 Woche | 1                                      | R.E.M.                                 | Accelerate                                                  | –                         |
| 18. April 2008 – 24. April 2008 1 Woche (insgesamt 3) | 3                                      | L.O.C.                                 | Melankolia / XxxCouture                                     | –                         |
| 25. April 2008 – 8. Mai 2008 2 Wochen | 2                                      | Amy Macdonald                          | This Is the Life                                            | –                         |
| 9. Mai 2008 – 5. Juni 2008 4 Wochen | 4                                      | Madonna                                | Hard Candy                                                  | –                         |
| 6. Juni 2008 – 26. Juni 2008 3 Wochen | 3                                      | Martin                                 | Show the World                                              | –                         |
| 27. Juni 2008 – 10. Juli 2008 2 Wochen | 2                                      | Coldplay                               | Viva la Vida or Death and All His Friends                   | –                         |
| 11. Juli 2008 – 31. Juli 2008 3 Wochen | 3                                      | Creedence Clearwater Revival           | Best Of                                                     | –                         |
| 1. August 2008 – 11. September 2008 6 Wochen | 6                                      | Cast Of Mamma Mia!                     | Mamma Mia! The Movie Soundtrack Featuring the Songs of ABBA | –                         |
| 12. September 2008 – 18. September 2008 1 Woche | 1                                      | Volbeat                                | Guitar Gangsters & Cadillac Blood                           | –                         |
| 19. September 2008 – 2. Oktober 2008 2 Wochen | 2                                      | Metallica                              | Death Magnetic                                              | –                         |
| 3. Oktober 2008 – 23. Oktober 2008 3 Wochen | 3                                      | (Verschiedene Interpreten)             | M:G:P 2008: Det er bare noget, vi leger!                    | –                         |
| 24. Oktober 2008 – 30. Oktober 2008 1 Woche | 1                                      | Kim Larsen                             | Glemmebogen for børn                                        | –                         |
| 31. Oktober 2008 – 20. November 2008 3 Wochen | 3                                      | AC/DC                                  | Black Ice                                                   | –                         |
| 21. November 2008 – 27. November 2008 1 Woche | 1                                      | D-A-D                                  | Monster Philosophy                                          | –                         |
| 28. November 2008 – 18. Dezember 2008 3 Wochen (insgesamt 5) | 5                                      | Nik & Jay                              | De største                                                  | –                         |
| 19. Dezember 2008 – 1. Januar 2009 2 Wochen | 2                                      | Sys Bjerre                             | Gør det selv                                                | –                         |

## Jahreshitparaden
| ← 2007 ← | Liste der Nummer-eins-Hits in Dänemark | Liste der Nummer-eins-Hits in Dänemark     | Liste der Nummer-eins-Hits in Dänemark | 2009 →   |
| \| Singles \| Position# \| Alben \| \| -------------------------------------------------------------------------------------------------------------------------------------------------------------- \| --------- \| ------------------------------------------ \| \| Ramt i natten Lizzie Ann Elisabeth Berg, Jonas Kur, Thor Nørgaard, Rasmus Berg, Mads Møller, Nicholas Kvaran \| 1 \| I Danmark er jeg født Natasja \| \| Hvad nu hvis Alex feat. Nik & Jay Jon Andersson Ørom, Johannes Jules Wolfson, Niclas Petersen, Jannik Thomsen \| 2 \| A Beginning, a detour, an open Tina Dickow \| \| Walkmand Hej Matematik Michael Hardinger, Søren Rasted, Nicolaj Rasted \| 3 \| Smukkere med tiden Lars Lilholt Band \| \| Downtown Boys Infernal Lina Rafn, Paw Lagermann, Adam Powers \| 4 \| Guitar Gangsters & Cadillac Blood Volbeat \| \| Gi’ mig Danmark tilbage Natasja Musik: Patrick Connolly, Jim Fuller, Robert Berryhill, Albert Forbes, Roderick Hamilton, Ronald Lee Wilson; Text: Natasja Saad \| 5 \| Vi burde ses noget mere Hej Matematik \| \| Hospital Nephew feat. L.O.C. Musik: Søren Arnholt, Kasper Toustrup, Simon Kvamm, Kristian Riis, René Munk Thalund; Text: Simon Kvamm, Liam O’Connor \| 6 \| Sådan er det bare Danser med Drenge \| \| Boyfriend Alphabeat Anders Stig Gehrt Nielsen, Stine Bramsen, Anders Bønløkke, Rasmus Nagel Nielsen, Anders Reinholdt, Troels Hansen \| 7 \| Count to Ten Tina Dickow \| \| Glor på vinduer Szhirley Anne Linnet \| 8 \| Devoted to You Simone \| \| Infinity 2008 Guru Josh Project Paul Dudley Walden \| 9 \| Electric Cabaret Infernal \| \| Cry for You September Jonas von der Burg, Anoo Bhagavan, Nicklas von der Burg \| 10 \| Den sista dansen Vikingarna \| |                                        |                                            |                                        |          |
| ← 2007 |                                        |                                            |                                        | → 2009 → |
| Singles | Position#                              | Alben                                      |                                        |          |
| Ramt i natten Lizzie Ann Elisabeth Berg, Jonas Kur, Thor Nørgaard, Rasmus Berg, Mads Møller, Nicholas Kvaran | 1                                      | I Danmark er jeg født Natasja              |                                        |          |
| Hvad nu hvis Alex feat. Nik & Jay Jon Andersson Ørom, Johannes Jules Wolfson, Niclas Petersen, Jannik Thomsen | 2                                      | A Beginning, a detour, an open Tina Dickow |                                        |          |
| Walkmand Hej Matematik Michael Hardinger, Søren Rasted, Nicolaj Rasted | 3                                      | Smukkere med tiden Lars Lilholt Band       |                                        |          |
| Downtown Boys Infernal Lina Rafn, Paw Lagermann, Adam Powers | 4                                      | Guitar Gangsters & Cadillac Blood Volbeat  |                                        |          |
| Gi’ mig Danmark tilbage Natasja Musik: Patrick Connolly, Jim Fuller, Robert Berryhill, Albert Forbes, Roderick Hamilton, Ronald Lee Wilson; Text: Natasja Saad | 5                                      | Vi burde ses noget mere Hej Matematik      |                                        |          |
| Hospital Nephew feat. L.O.C. Musik: Søren Arnholt, Kasper Toustrup, Simon Kvamm, Kristian Riis, René Munk Thalund; Text: Simon Kvamm, Liam O’Connor | 6                                      | Sådan er det bare Danser med Drenge        |                                        |          |
| Boyfriend Alphabeat Anders Stig Gehrt Nielsen, Stine Bramsen, Anders Bønløkke, Rasmus Nagel Nielsen, Anders Reinholdt, Troels Hansen | 7                                      | Count to Ten Tina Dickow                   |                                        |          |
| Glor på vinduer Szhirley Anne Linnet | 8                                      | Devoted to You Simone                      |                                        |          |
| Infinity 2008 Guru Josh Project Paul Dudley Walden | 9                                      | Electric Cabaret Infernal                  |                                        |          |
| Cry for You September Jonas von der Burg, Anoo Bhagavan, Nicklas von der Burg | 10                                     | Den sista dansen Vikingarna                |                                        |          |